# 福多尔·佐尔坦
福多尔·佐尔坦（匈牙利語：Fodor Zoltán，1985年7月29日—），生于布达佩斯，匈牙利摔跤运动员。

## 生平
佐尔坦摔跤生涯自九岁在Ferencvárosi Torna Club开始，第一个教练是József Széles。